# Budynia
Budynia [pronunciación en polaco: /buˈdɨɲa/] (en alemán: Bothendorf) es un pueblo en el distrito administrativo de Gmina Dąbie, dentro del Distrito de Krosno Odrzańskie, Voivodato de Lubusz, en el oeste de Polonia. Se encuentra aproximadamente 4 kilómetros al sur de Dąbie, 6 kilómetros al sur de Krosno Odrzańskie, y 26 kilómetros al oeste de Zielona Góra.
El pueblo tiene una población de 58 habitantes.